# フットボールリーグカップ2015-2016
フットボールリーグカップ2015-2016は、2015年8月11日から2016年2月28日の期間に開催された、通算56回目のフットボールリーグカップである。マンチェスター・シティが2大会ぶり4回目の優勝を達成した。

## 日程
| 試合   | 組み合わせ抽選会 | 開催日                  | 開催日                  | 備考                                                          |
| 試合   | 組み合わせ抽選会 | 第1戦                   | 第2戦                   | 備考                                                          |
| ------ | ---------------- | ----------------------- | ----------------------- | ------------------------------------------------------------- |
| 1回戦  | 2015年6月16日    | 2015年8月11日-8月13日   | 2015年8月11日-8月13日   | チャンピオンシップ（2部）、リーグ1（3部）、リーグ2（4部）参加 |
| 2回戦  | 2015年8月13日    | 2015年8月25日-8月26日   | 2015年8月25日-8月26日   | プレミアリーグ（1部）12チーム参加（CL・EL不参加クラブ）       |
| 3回戦  | 2015年8月25日    | 2015年9月22日-9月23日   | 2015年9月22日-9月23日   | プレミアリーグ（1部）8チーム参加（CL・EL参加クラブ）          |
| 4回戦  | 2015年9月23日    | 2015年10月27日-10月28日 | 2015年10月27日-10月28日 |                                                               |
| 5回戦  | 2015年10月28日   | 2015年12月1日-12月2日   | 2015年12月1日-12月2日   |                                                               |
| 準決勝 | 2015年12月2日    | 2016年1月5日-6日        | 2016年1月26日-27日      |                                                               |
| 決勝   | ―                | 2016年2月28日           | 2016年2月28日           |                                                               |

## 1回戦
組み合わせ抽選会は2015年6月16日に行われた。このラウンドからは、チャンピオンシップ（2部）の全24クラブ、リーグ1（3部）の全24クラブ、リーグ2（4部）の全24クラブの72クラブが参加する。
なお、チーム名横の括弧内の数字は所属するディビジョンを表す（2回戦以降も同様）。
| チーム #1                              | スコア        | チーム #2                            |
| -------------------------------------- | ------------- | ------------------------------------ |
| 2015年8月11日                          |               |                                      |
| カーライル・ユナイテッド (4)           | 3 - 1 (延長)  | チェスターフィールド (3)             |
| ノッティンガム・フォレスト (2)         | 3 - 4         | ウォルソール (3)                     |
| フリートウッド・タウン (3)             | 0 - 1         | ハートリプール・ユナイテッド (4)     |
| スカンソープ・ユナイテッド (3)         | 1 - 1 (6-7 p) | バーンズリー (3)                     |
| ボルトン・ワンダラーズ (2)             | 0 - 1         | バートン・アルビオン (3)             |
| アクリントン・スタンリー (4)           | 2 - 2 (3-4 p) | ハル・シティ (2)                     |
| ロッチデール (3)                       | 1 - 1 (5-3 p) | コヴェントリー・シティ (3)           |
| ハダースフィールド・タウン (2)         | 1 - 2         | ノッツ・カウンティ (4)               |
| ブラックバーン・ローヴァーズ (2)       | 1 - 2         | シュルーズベリー・タウン (3)         |
| モアカム (4)                           | 0 - 1         | シェフィールド・ユナイテッド (3)     |
| ウィガン・アスレティック (3)           | 1 - 2         | ベリー (3)                           |
| ノーサンプトン・タウン (4)             | 3 - 0         | ブラックプール (3)                   |
| シェフィールド・ウェンズデイ (2)       | 4 - 1         | マンスフィールド・タウン (4)         |
| ロザラム・ユナイテッド (2)             | 1 - 0         | ケンブリッジ・ユナイテッド (4)       |
| ヨーク・シティ (4)                     | 2 - 2 (4-2 p) | ブラッドフォード・シティ (3)         |
| ポート・ヴェイル (3)                   | 1 - 0         | バーンリー (2)                       |
| ピーターバラ・ユナイテッド (3)         | 2 - 0         | クローリー・タウン (4)               |
| ヨーヴィル・タウン (4)                 | 0 - 3         | クイーンズ・パーク・レンジャーズ (2) |
| プリマス・アーガイル (4)               | 1 - 2         | ジリンガム (3)                       |
| スウィンドン・タウン (3)               | 1 - 2         | エクセター・シティ (4)               |
| ブリストル・ローヴァーズ (4)           | 1 - 2         | バーミンガム・シティ (2)             |
| イプスウィッチ・タウン (2)             | 2 - 1         | スティブネイジ (4)                   |
| ルートン・タウン (4)                   | 3 - 1         | ブリストル・シティ (2)               |
| チャールトン・アスレティック (2)       | 4 - 1         | ダゲナム・アンド・レッドブリッジ (4) |
| ウルヴァーハンプトン・ワンダラーズ (2) | 2 - 1         | ニューポート・カウンティ (4)         |
| ブレントフォード (2)                   | 0 - 4         | オックスフォード・ユナイテッド (4)   |
| サウスエンド・ユナイテッド (3)         | 0 - 1         | ブライトン&ホーヴ・アルビオン (2)    |
| ミルトン・キーンズ・ドンズ (2)         | 2 - 1         | レイトン・オリエント (4)             |
| カーディフ・シティ (2)                 | 1 - 0         | AFCウィンブルドン (4)                |
| ミルウォール (3)                       | 1 - 2 (延長)  | バーネット (4)                       |
| ウィコム・ワンダラーズ (4)             | 0 - 1         | フラム (2)                           |
| コルチェスター・ユナイテッド (3)       | 0 - 1 (延長)  | レディング (2)                       |
| 2015年8月12日                          |               |                                      |
| オールダム・アスレティック (3)         | 1 - 3         | ミドルズブラ (2)                     |
| クルー・アレクサンドラ (3)             | 1 - 3         | プレストン・ノースエンド (2)         |
| ポーツマス (4)                         | 2 - 1         | ダービー・カウンティ (2)             |
| 2015年8月13日                          |               |                                      |
| ドンカスター・ローヴァーズ (3)         | 1 - 1 (4-2 p) | リーズ・ユナイテッド (2)             |

## 2回戦
組み合わせ抽選会は2015年8月13日に行われた。このラウンドからは、1回戦に勝利した36クラブに加え、UEFAチャンピオンズリーグ・UEFAヨーロッパリーグリーグに参加しないプレミアリーグ（1部）の12クラブが参加する。
| チーム #1                                | スコア        | チーム #2                          |
| ---------------------------------------- | ------------- | ---------------------------------- |
| 2015年8月25日                            |               |                                    |
| ウェスト・ブロムウィッチ・アルビオン (1) | 0 - 0 (5-3 p) | ポート・ヴェイル (3)               |
| バーミンガム・シティ (2)                 | 2 - 0         | ジリンガム (3)                     |
| バートン・アルビオン (3)                 | 1 - 2 (延長)  | ミドルズブラ (2)                   |
| ベリー (3)                               | 1 - 4         | レスター・シティ (1)               |
| ドンカスター・ローヴァーズ (3)           | 1 - 4 (延長)  | イプスウィッチ・タウン (2)         |
| フラム (2)                               | 3 - 0         | シェフィールド・ユナイテッド (3)   |
| ハートリプール・ユナイテッド (4)         | 0 - 4         | ボーンマス (1)                     |
| ハル・シティ (2)                         | 1 - 0         | ロッチデール (3)                   |
| ルートン・タウン (4)                     | 1 - 1 (7-8 p) | ストーク・シティ (1)               |
| ミルトン・キーンズ・ドンズ (2)           | 2 - 1 (延長)  | カーディフ・シティ (2)             |
| ニューカッスル・ユナイテッド (1)         | 4 - 1         | ノーサンプトン・タウン (4)         |
| クリスタル・パレス (1)                   | 4 - 1 (延長)  | シュルーズベリー・タウン (3)       |
| ピーターバラ・ユナイテッド (3)           | 1 - 4         | チャールトン・アスレティック (2)   |
| ポーツマス (4)                           | 1 - 2         | レディング (2)                     |
| プレストン・ノースエンド (2)             | 1 - 0         | ワトフォード (1)                   |
| クイーンズ・パーク・レンジャーズ (2)     | 1 - 2         | カーライル・ユナイテッド (4)       |
| ロザラム・ユナイテッド (2)               | 1 - 2         | ノリッジ・シティ (1)               |
| シェフィールド・ウェンズデイ (2)         | 1 - 0         | オックスフォード・ユナイテッド (4) |
| サンダーランド (1)                       | 6 - 3         | エクセター・シティ (4)             |
| スウォンジー・シティ (1)                 | 3 - 0         | ヨーク・シティ (4)                 |
| アストン・ヴィラ (1)                     | 5 - 3 (延長)  | ノッツ・カウンティ (4)             |
| ウォルソール (3)                         | 2 - 1         | ブライトン&ホーヴ・アルビオン (2)  |
| ウルヴァーハンプトン・ワンダラーズ (2)   | 2 - 1         | バーネット (4)                     |
| 2015年8月26日                            |               |                                    |
| バーンズリー (3)                         | 3 - 5 (延長)  | エヴァートン (1)                   |

## 3回戦
組み合わせ抽選会は2015年8月25日に行われた。このラウンドからは、2回戦に勝利した24クラブに加え、UEFAチャンピオンズリーグ・UEFAヨーロッパリーグリーグに参加するプレミアリーグ (1部)の8クラブが参加する。
| 2015年9月22日 | ミドルズブラ (2)                          | 3 - 0         | ウルヴァーハンプトン・ワンダラーズ (2) | ミドルズブラ                                                             |  |
| 19:45         | アドマー 37分, 64分 · ファッブリーニ 57分 | レポート(BBC) |                                        | 競技場: リヴァーサイド・スタジアム 観客数: 13,368人 主審: ケビン・ライト |  |

| 2015年9月22日 | ハル・シティ (2) | 1 - 0         | スウォンジー・シティ (1) | キングストン・アポン・ハル                                         |  |
| 19:45         | メイラー 41分    | レポート(BBC) |                          | 競技場: KCスタジアム 観客数: 16,286人 主審: ジェームズ・リニントン |  |

| 2015年9月22日 | レスター・シティ (1)        | 2 - 1 (延長)  | ウェストハム・ユナイテッド (1) | レスター                                                                     |  |
| 19:45         | ドドゥー 6分 · キング 116分 | レポート(BBC) | サラテ 27分                    | 競技場: キング・パワー・スタジアム 観客数: 21,268人 主審: ピーター・バンクス |  |

| 2015年9月22日 | アストン・ヴィラ (1) | 1 - 0         | バーミンガム・シティ (2) | バーミンガム                                                       |  |
| 19:45         | ジェストゥード 62分  | レポート(BBC) |                          | 競技場: ヴィラ・パーク 観客数: 34,442人 主審: ロバート・マッドレー |  |

| 2015年9月22日 | フラム (2) | 0 - 1         | ストーク・シティ (1) | ロンドン                                                                      |  |
| 19:45         |            | レポート(BBC) | クラウチ 33分        | 競技場: クレイヴン・コテージ 観客数: 9,100人 主審: スチュアート・アットウェル |  |

| 2015年9月22日 | サンダーランド (1) | 1 - 4         | マンチェスター・シティ (1)                                                           | サンダーランド                                                             |  |
| 19:45         | トイヴォネン 83分  | レポート(BBC) | アグエロ 9分 (pen.) · デ・ブライネ 25分 · マンノーネ 33分 (o.g.) · スターリング 36分 | 競技場: スタジアム・オブ・ライト 観客数: 21,644人 主審: ロジャー・イースト |  |

| 2015年9月22日                            | プレストン・ノースエンド (2)          | 2 - 2 (延長) (2 - 3 PK戦)             | ボーンマス (1)                  | プレストン                                                      |  |
| 19:45                                    | ハギル 84分 · ジョンソン 118分 (pen.) | レポート(BBC)                         | マクドナルド 23分 · ピュー 96分 | 競技場: ディープデイル 観客数: 5,643人 主審: ナイジェル・ミラー |  |
|                                          |                                       | PK戦                                  |                                 |                                                                 |  |
| ハギル キーン リード ブラウン ジョンソン |                                       | スタニスラス クック ゴスリング ピュー |                                 |                                                                 |  |

| 2015年9月22日 | レディング (2)    | 1 - 2         | エヴァートン (1)                    | レディング                                                           |  |
| 20:00         | ブラックマン 36分 | レポート(BBC) | バークリー 62分 · デウロフェウ 73分 | 競技場: マデイスキー・スタジアム 観客数: 19,435人 主審: キース・ヒル |  |

| 2015年9月23日 | ノリッジ・シティ (1)                                             | 3 - 0         | ウェスト・ブロムウィッチ・アルビオン (1) | ノリッジ                                                           |  |
| 19:45         | ジャーヴィス 62分 · ラファーティ 85分 · ポコニョーリ 90分 (o.g.) | レポート(BBC) |                                          | 競技場: キャロウ・ロード 観客数: 19,015人 主審: クレイグ・ポーソン |  |

| 2015年9月23日 | トッテナム・ホットスパー (1) | 1 - 2         | アーセナル (1)      | ロンドン                                                                   |  |
| 19:45         | チャンバース 56分 (o.g.)     | レポート(BBC) | フラミニ 26分, 78分 | 競技場: ホワイト・ハート・レーン 観客数: 35,687人 主審: アンドレ・マリナー |  |

| 2015年9月23日 | クリスタル・パレス (1)                                  | 4 - 1         | チャールトン・アスレティック (2) | ロンドン                                                                   |  |
| 19:45         | キャンベル 51分 · ガイル 59分 (pen.), 74分 (pen.), 86分 | レポート(BBC) | サール 65分                      | 競技場: セルハースト・パーク 観客数: 16,576人 主審: ニール・スワーブリック |  |

| 2015年9月23日 | ニューカッスル・ユナイテッド (1) | 0 - 1         | シェフィールド・ウェンズデイ (2) | ニューカッスル・アポン・タイン                                                     |  |
| 19:45         |                                  | レポート(BBC) | マクギューガン 76分              | 競技場: セント・ジェームズ・パーク 観客数: 33,986人 主審: クリストファー・カバナー |  |

| 2015年9月23日 | ウォルソール (3) | 1 - 4         | チェルシー (1)                                            | ウォルソール                                                         |  |
| 19:45         | オコナー 45分    | レポート(BBC) | ラミレス 10分 · レミー 41分 · ケネディ 52分 · ペドロ 90分 | 競技場: ベスコット・スタジアム 観客数: 10,525人 主審: リー・メイソン |  |

| 2015年9月23日 | ミルトン・キーンズ・ドンズ (2) | 0 - 6         | サウサンプトン (1)                                                | ミルトン・キーンズ                                              |  |
| 19:45         |                                | レポート(BBC) | ロドリゲス 5分, 48分 (pen.) · マネ 10分, 25分 · ロング 68分, 75分 | 競技場: スタジアム:mk 観客数: 10,189人 主審: キース・ストラウド |  |

| 2015年9月23日 | マンチェスター・ユナイテッド (1)                | 3 - 0         | イプスウィッチ・タウン (2) | マンチェスター                                                             |  |
| 20:00         | ルーニー 23分 · ペレイラ 60分 · マルシャル 90分 | レポート(BBC) |                            | 競技場: オールド・トラッフォード 観客数: 56,607人 主審: サイモン・フーパー |  |

| 2015年9月23日                                  | リヴァプール (1) | 1 - 1 (延長) (3 - 2 PK戦)                            | カーライル・ユナイテッド (4) | リヴァプール                                                       |  |
| 20:00                                          | イングス 23分    | レポート(BBC)                                        | アサモア 34分                | 競技場: アンフィールド 観客数: 42,518人 主審: アンディ・マッドレー |  |
|                                                |                  | PK戦                                                 |                              |                                                                    |  |
| ミルナー ジャン ララーナ コウチーニョ イングス |                  | グレインジャー デッカー ジョイス マックイーン ヘリー |                              |                                                                    |  |

## 4回戦
組み合わせ抽選会は2015年9月23日に行われた。
| 2015年10月27日                          | エヴァートン (1) | 1 - 1 (延長) (4 - 3 PK戦)                            | ノリッジ・シティ (1) | リヴァプール                                                         |  |
| 19:45                                   | オズマン 68分    | レポート(BBC)                                        | バソング 51分        | 競技場: グディソン・パーク 観客数: 31,694人 主審: ロジャー・イースト |  |
|                                         |                  | PK戦                                                 |                      |                                                                      |  |
| デウロフェウ バークリー ルカク ギブソン |                  | ドーランズ ウィテカー フーラハン グラバン レドモンド |                      |                                                                      |  |

| 2015年10月27日 | シェフィールド・ウェンズデイ (2)                  | 3 - 0         | アーセナル (1) | シェフィールド                                                           |  |
| 19:45          | ウォレス 27分 · ジョアン 40分 · ハッチンソン 51分 | レポート(BBC) |                | 競技場: ヒルズボロ・スタジアム 観客数: 35,065人 主審: グラハム・スコット |  |

| 2015年10月27日                                         | ハル・シティ (2)     | 1 - 1 (延長) (5 - 4 PK戦)                                      | レスター・シティ (1) | キングストン・アポン・ハル                                             |  |
| 19:45                                                  | エルナンデス 105+1分 | レポート(BBC)                                                  | マフレズ 100分       | 競技場: KCスタジアム 観客数: 16,818人 主審: スチュアート・アットウェル |  |
|                                                        |                      | PK戦                                                           |                      |                                                                        |  |
| エルナンデス マロニー ハドルストーン アクポム メイラー |                      | マフレズ ドリンクウォーター インレル ヴァシレフスキ ヴァーディ |                      |                                                                        |  |

| 2015年10月27日                                                 | ストーク・シティ (1) | 1 - 1 (延長) (5 - 4 PK戦)                | チェルシー (1) | ストーク＝オン＝トレント                                               |  |
| 19:45                                                          | ウォルターズ 52分    | レポート(BBC)                            | レミー 90+1分  | 競技場: ブリタニア・スタジアム 観客数: 24,886人 主審: ケビン・フレンド |  |
|                                                                |                      | PK戦                                     |                |                                                                        |  |
| アダム オデムウィンギー シャチリ ウィルソン アルナウトヴィッチ |                      | ウィリアン オスカル レミー ズマ アザール |                |                                                                        |  |

| 2015年10月28日 | マンチェスター・シティ (1)                                                                      | 5 - 1         | クリスタル・パレス (1) | マンチェスター                                                           |  |
| 19:45          | ボニー 22分 · デ・ブライネ 44分 · イヘアナチョ 59分 · トゥーレ 76分 (pen.) · M・ガルシア 90+4分 | レポート(BBC) | デラニー 89分          | 競技場: エティハド・スタジアム 観客数: 40,585人 主審: ポール・ティアニー |  |

| 2015年10月28日 | リヴァプール (1) | 1 - 0         | ボーンマス (1) | リヴァプール                                                     |  |
| 19:45          | クライン 17分    | レポート(BBC) |                | 競技場: アンフィールド 観客数: 41,948人 主審: マイク・ジョーンズ |  |

| 2015年10月28日 | サウサンプトン (1)          | 2 - 1         | アストン・ヴィラ (1)     | サウサンプトン                                                                 |  |
| 19:45          | 吉田麻也 51分 · ペッレ 77分 | レポート(BBC) | シンクレア 90+4分 (pen.) | 競技場: セント・メリーズ・スタジアム 観客数: 31,314人 主審: キース・ストラウド |  |

| 2015年10月28日                      | マンチェスター・ユナイテッド (1) | 0 - 0 (延長) (1 - 3 PK戦)                       | ミドルズブラ (2) | マンチェスター                                                         |  |
| 20:00                               |                                  | レポート(BBC)                                   |                  | 競技場: オールド・トラッフォード 観客数: 67,258人 主審: リー・メイソン |  |
|                                     |                                  | PK戦                                            |                  |                                                                        |  |
| ルーニー ペレイラ キャリック ヤング |                                  | レッドビター ニュージェント ダウニング ギブソン |                  |                                                                        |  |

## 5回戦
組み合わせ抽選会は2015年10月28日に行われた。
| 2015年12月1日 | ミドルズブラ (2) | 0 - 2         | エヴァートン (1)                | ミドルズブラ                                                                 |  |
| 19:45         |                  | レポート(BBC) | デウロフェウ 20分 · ルカク 28分 | 競技場: リヴァーサイド・スタジアム 観客数: 31,628人 主審: ロジャー・イースト |  |

| 2015年12月1日 | マンチェスター・シティ (1)                                | 4 - 1         | ハル・シティ (2)    | マンチェスター                                                               |  |
| 19:45         | ボニー 12分 · イヘアナチョ 80分 · デ・ブライネ 82分, 87分 | レポート(BBC) | ロバートソン 90+2分 | 競技場: エティハド・スタジアム 観客数: 38,246人 主審: ニール・スワーブリック |  |

| 2015年12月1日 | ストーク・シティ (1)              | 2 - 0         | シェフィールド・ウェンズデイ (2) | ストーク＝オン＝トレント                                                       |  |
| 19:45         | アフェレイ 30分 · バーズリー 75分 | レポート(BBC) |                                  | 競技場: ブリタニア・スタジアム 観客数: 26,779人 主審: マーク・クラッテンバーグ |  |

| 2015年12月2日 | サウサンプトン (1) | 1 - 6         | リヴァプール (1)                                              | サウサンプトン                                                                   |  |
| 19:45         | マネ 1分           | レポート(BBC) | スタリッジ 25分, 29分 · オリジ 45分, 68分, 86分 · アイブ 73分 | 競技場: セント・メリーズ・スタジアム 観客数: 31,592人 主審: ロバート・マッドレー |  |

## 準決勝
組み合わせ抽選会は2015年12月2日に行われた。

### 第1戦
| 2016年1月5日 | ストーク・シティ (1) | 0 - 1         | リヴァプール (1) | ストーク＝オン＝トレント                                                   |  |
| 20:00        |                      | レポート(BBC) | アイブ 37分      | 競技場: ブリタニア・スタジアム 観客数: 27,369人 主審: アンソニー・テイラー |  |

| 2016年1月6日 | エヴァートン (1)                  | 2 - 1         | マンチェスター・シティ (1) | リヴァプール                                          |  |
| 20:00        | フネス・モリ 45+1分 · ルカク 78分 | レポート(BBC) | ナバス 76分                | 競技場: グディソン・パーク 主審: ロバート・マッドレー |  |

### 第2戦
| 2016年1月26日                                                  | リヴァプール (1) | 0 - 1 (延長) (2戦合計 1 - 1) (6 - 5 PK戦)                                        | ストーク・シティ (1)      | リヴァプール                                                   |  |
| 19:45                                                          |                  | レポート(BBC)                                                                    | アルナウトヴィッチ 45+1分 | 競技場: アンフィールド 観客数: 43,091人 主審: ジョナサン・モス |  |
|                                                                |                  | PK戦                                                                             |                           |                                                                |  |
| ララーナ ジャン ベンテケ フィルミーノ ミルナー レイヴァ アレン |                  | ウォルターズ クラウチ ウィーラン アフェレイ シャチリ ファン・ヒンケル ムニエッサ |                           |                                                                |  |

リヴァプールが決勝に進出
| 2016年1月27日 | マンチェスター・シティ (1)                                  | 3 - 1 (2戦合計 4 - 3) | エヴァートン (1) | マンチェスター                                                                 |  |
| 19:45         | フェルナンジーニョ 24分 · デ・ブライネ 70分 · アグエロ 76分 | レポート(BBC)         | バークリー 18分  | 競技場: エティハド・スタジアム 観客数: 50,048人 主審: マーティン・アトキンソン |  |

マンチェスター・シティが決勝に進出

## 決勝
| 2016年2月28日 16:30 |

| リヴァプール (1)                      | 1 - 1 (延長)  | マンチェスター・シティ (1)                  |
| コウチーニョ 83分                     | レポート(BBC) | フェルナンジーニョ 49分                     |
|                                       | PK戦          |                                             |
| ジャン ルーカス コウチーニョ ララーナ | 1 - 3         | フェルナンジーニョ ナバス アグエロ トゥーレ |

| ウェンブリー・スタジアム, ロンドン 観客数: 86,206人 主審: マイケル・オリヴァー |

| リヴァプール | マンチェスター・シティ |

| GK                 | 22 | シモン・ミニョレ         |       |      |
| RB                 | 02 | ナサニエル・クライン     | 53分  |      |
| CB                 | 21 | ルーカス・レイヴァ       |       |      |
| CB                 | 17 | ママドゥ・サコー         |       | 25分 |
| LB                 | 18 | アルベルト・モレノ       | 65分  | 72分 |
| CM                 | 14 | ジョーダン・ヘンダーソン |       |      |
| CM                 | 23 | エムレ・ジャン           | 85分  |      |
| RM                 | 07 | ジェイムズ・ミルナー     |       |      |
| AM                 | 11 | ロベルト・フィルミーノ   |       | 80分 |
| LW                 | 10 | フィリペ・コウチーニョ   | 84分  |      |
| CF                 | 15 | ダニエル・スタリッジ     |       |      |
| 控え:              |    |                          |       |      |
| GK                 | 34 | ボグダーン・アーダーム   |       |      |
| DF                 | 04 | コロ・トゥーレ           |       | 25分 |
| DF                 | 38 | ジョン・フラナガン       |       |      |
| MF                 | 20 | アダム・ララーナ         | 118分 | 72分 |
| MF                 | 24 | ジョー・アレン           |       |      |
| FW                 | 09 | クリスティアン・ベンテケ |       |      |
| FW                 | 27 | ディヴォック・オリジ     |       | 80分 |
|                    |    |                          |       |      |
| 監督               |    |                          |       |      |
| ユルゲン・クロップ |    |                          |       |      |

| GK                       | 13 | ウィリー・カバジェロ     |       |       |
| RB                       | 03 | バカリ・サニャ           |       | 90分  |
| CB                       | 04 | ヴァンサン・コンパニ     | 87分  |       |
| CB                       | 30 | ニコラス・オタメンディ   | 109分 |       |
| LB                       | 22 | ガエル・クリシー         |       |       |
| CM                       | 06 | フェルナンド             | 76分  | 90分  |
| CM                       | 42 | ヤヤ・トゥーレ           | 118分 |       |
| RM                       | 25 | フェルナンジーニョ       |       |       |
| AM                       | 21 | ダビド・シルバ           |       | 110分 |
| LM                       | 07 | ラヒーム・スターリング   |       |       |
| CF                       | 10 | セルヒオ・アグエロ       |       |       |
| 控え:                    |    |                          |       |       |
| GK                       | 01 | ジョー・ハート           |       |       |
| DF                       | 05 | パブロ・サバレタ         |       | 90分  |
| DF                       | 11 | アレクサンダル・コラロヴ |       |       |
| DF                       | 26 | マルティン・デミチェリス |       |       |
| MF                       | 15 | ヘスス・ナバス           |       | 90分  |
| FW                       | 14 | ウィルフリード・ボニー   |       | 110分 |
| FW                       | 72 | ケレチ・イヘアナチョ     |       |       |
|                          |    |                          |       |       |
| 監督                     |    |                          |       |       |
| マヌエル・ペジェグリーニ |    |                          |       |       |

| フットボールリーグカップ 2015-2016 優勝 |
| --------------------------------------- |
| マンチェスター・シティ 2大会ぶり4回目   |